# Guerra de Nápoles (1501-1504)
La segunda guerra de Nápoles, desarrollada entre 1501 y 1504 en el contexto de las guerras italianas, tuvo como teatro de operaciones el antiguo reino de Nápoles, cuya posesión ambicionaban tanto Luis XII de Francia como Fernando II de Aragón.
Durante la guerra italiana de 1499 - 1501 Francia, con la ayuda de Venecia y los Borgia, había depuesto a Ludovico Sforza, quedado dueña del ducado de Milán y de la república de Génova.  Con la intención de invadir también el reino de Nápoles, Luis XII pactó una nueva alianza con la Corona de Aragón.
En noviembre de 1500 Aragón y Francia firmaron en secreto el tratado de Granada, por el cual ambos se repartían Nápoles, todavía bajo el gobierno de Federico I.  Al año siguiente el ejército francés de D'Aubigny conquistó la mitad norte del reino, mientras las tropas aragonesas bajo el mando de Gonzalo Fernández de Córdoba ocuparon la mitad sur. Federico I, con la milicia y la hacienda maltrechas tras la primera guerra de Nápoles, fue incapaz de oponerse a ambos contrincantes, y en octubre de 1501 fue derrocado y su reino dividido.
Las diferentes interpretaciones del tratado sobre la posesión de la franja geográfica que separaba los territorios de ambos ocupantes llevaron pronto a desavenencias entre Francia y Aragón, y ante la imposibilidad de un acuerdo pacífico, en junio de 1502 comenzaron los enfrentamientos armados.  En los compases iniciales de este nuevo conflicto, las fuerzas francesas, más numerosas, hicieron retroceder a los españoles reduciéndolos a unas pocas plazas en el sur de Italia, pero con la llegada de refuerzos desde España, a lo largo de 1503 éstos derrotaron a los franceses en las batallas de Ruvo, Seminara, Ceriñola y Garellano.  
En enero de 1504 Francia se retiró hacia el norte, cediendo la totalidad del reino de Nápoles a Aragón mediante el tratado de Lyon.  Nápoles fue incorporado a la corona de Aragón como virreinato, en cuya condición quedaría hasta 1707.

## Contexto: Italia a finales delsigloXV.

La península itálica en 1494

A finales del siglo XV, en pleno Renacimiento italiano, el conglomerado de reinos, repúblicas, principados y ciudades estado que coexistían en la península itálica, al igual que los países del entorno, estaban inmersos en las guerras italianas, una serie de conflictos a varias bandas en los que las alianzas entre los distintos participantes cambiaban en función de intereses inmediatos.
En 1494 Carlos VIII de Francia alegó los derechos que por su ascendencia genealógica le correspondían para ocupar militarmente el reino de Nápoles, dando comienzo a la primera guerra de Nápoles (1494-98), en la que la liga formada por Milán, Venecia, el Sacro Imperio Romano Germánico, España y los Estados Pontificios consiguió expulsarle de Italia.
En 1499 Luis XII de Francia seguiría la misma política de ocupación durante la segunda guerra italiana invadiendo por la fuerza el ducado de Milán y apresando al duque Ludovico Sforza en abril de 1500; aliados con el francés, el papa Alejandro VI y su hijo César Borgia conquistaban Imola y Forli y planeaban el ataque sobre Rímini, Pésaro y Faenza en la Romaña. La república de Venecia, también aliada con Francia, ocupaba Cremona.
La república de Florencia, amenazada por las intrigas de los Médici que intentaban recuperar el poder, asediaba a Pisa, que era socorrida por las repúblicas de Siena, Lucca y Génova. 
Saboya y Montferrato eran estados satélite de Francia.
Hércules I de Este al frente del ducado de Ferrara, Giovanni II Bentivoglio en Bolonia y Francisco II Gonzaga en Mantua se acogían a la protección francesa en un vasallaje de conveniencia.
Por el este, el Imperio otomano del sultán Bajazet II expandía sus dominios hacia el reino de Hungría y hacia Dalmacia (en poder de Venecia, gobernada por el dogo Agostino Barbarigo) en la guerra turco-veneciana. La flota turca amenazaba además todo el comercio en el Mediterráneo. El reino de Sicilia, en poder de la corona de Aragón con Fernando el Católico en el trono, socorría a los venecianos en su lucha.
Al norte de los Alpes el emperador austríaco Maximiliano I, tras terminar la Guerra Suaba contra Suiza, incitaba a los demás príncipes del Sacro Imperio Romano a unirse contra Francia en respuesta a la usurpación de Milán, al destino dado a los Sforza y a las hipotéticas aspiraciones de Francia y Venecia contra Austria. La intermediación del duque de Borgoña Felipe (hijo de Maximiliano) consiguió la firma de una tregua entre Francia y Austria, con lo que Luis XII, con el norte de Italia bajo su control, tenía el camino expedito para iniciar la conquista del sur.
El reino de Nápoles, bajo el gobierno de Federico I, ocupaba la mitad sur de la península itálica con aproximadamente 75 000 km² y 1 500 000 habitantes.
El reino se encontraba a merced de una invasión por la fuerza; la inestabilidad que había producido la sucesión de cinco monarcas en los últimos siete años y el endeble estado en que habían quedado la economía y el ejército tras la guerra de 1495-98 le hacían presa fácil de las tropas francesas.

## Intereses y alianzas

### Casus belli: la pretensión de Luis XII sobre Nápoles

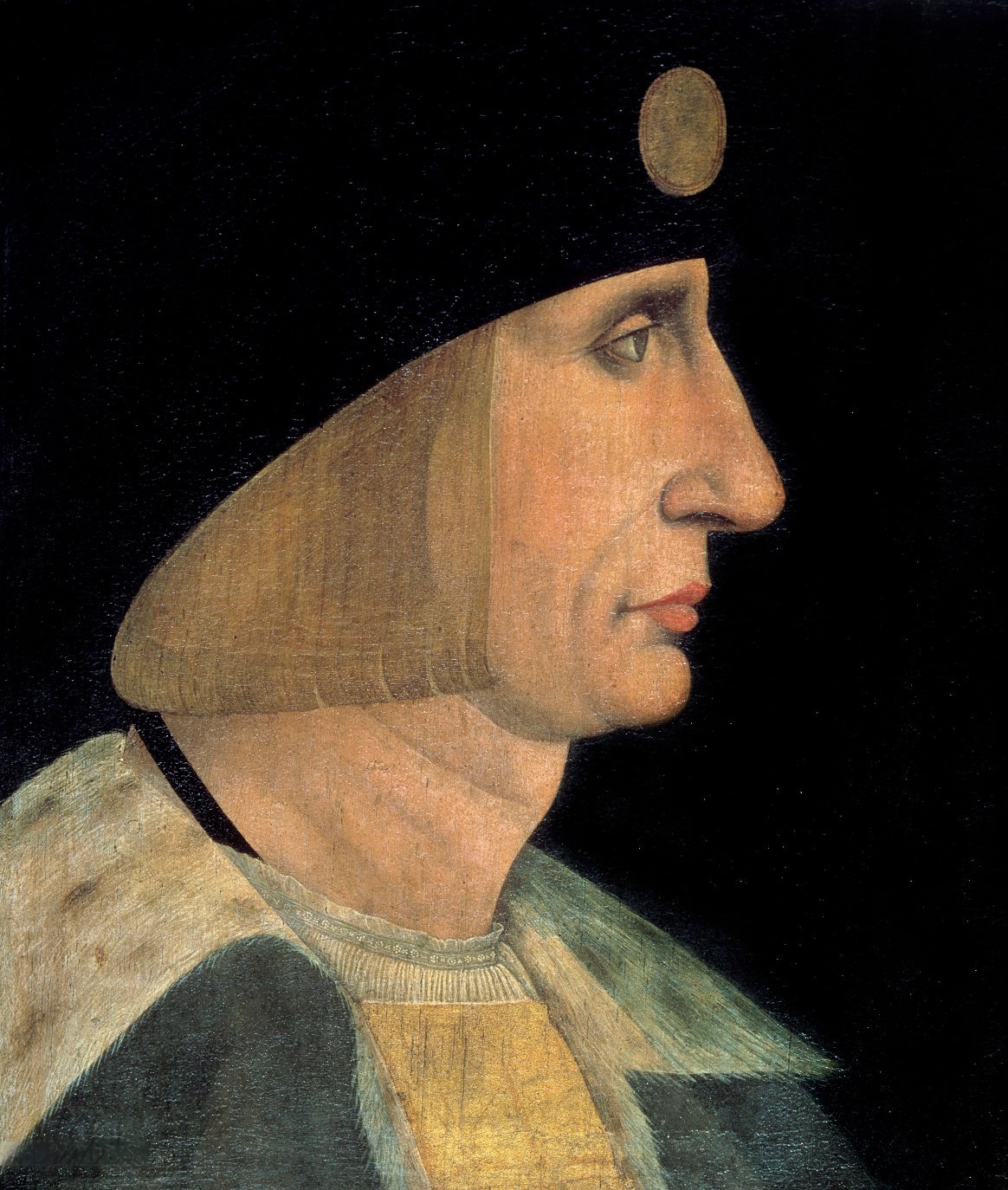
Luis XII de Francia.

La muerte en 1382 de la reina de Nápoles Juana I había provocado una guerra de sucesión entre su sobrino Carlos III de Nápoles y su hijo adoptivo Luis I de Anjou, de la que salió vencedor el primero; así el trono de Nápoles pasó a la rama genealógica de los Anjou-Durazzo de la que Carlos era miembro, mientras la rama de los Anjou-Valois a la que pertenecía Luis I se convirtió en pretendiente al trono.
Esta pretensión pasó de Luis I a su hijo Luis II y de este a su hijo Luis III, que en 1417 fue nombrado heredero de la reina Juana II de Nápoles. A la muerte de Luis III en 1434, el nuevo heredero fue su hermano Renato, quien tras ser coronado en 1435 perdió el trono en 1442 frente a las tropas de Alfonso V de Aragón.
La hermana de Luis III y de Renato, María de Anjou, se había casado en 1422 con el rey Carlos VII de Francia, de quien tuvo a Luis XI.
El derecho que por ascendencia genealógica tenía Luis XI al trono napolitano, ya de por sí discutible, era el argumento que Carlos VIII (hijo de Luis XI y su sucesor en el trono de Francia) había alegado en 1494 para iniciar su campaña contra Nápoles, pero en el contexto de 1499 había una objeción más: el nuevo rey Luis XII había sido adoptado por Luis XI tras la muerte de su padre a temprana edad, y la pretensión debía haber pasado a la hija de Luis XI, Ana de Francia, o haberse extinguido con Carlos VIII.

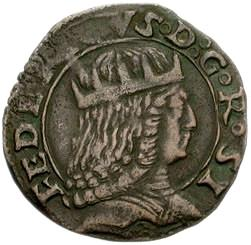
Federico I de Nápoles.

### Federico I de Nápoles intenta la alianza con Francia y con Aragón.
Federico I de Nápoles, conociendo su inferioridad militar, buscó una alianza que pudiera garantizar la seguridad de su reino: entró en tratos con Luis XII, ofreciéndose a pagarle anualmente un tributo económico a cambio de la independencia de Nápoles, y a permitir el paso de las tropas francesas en un hipotético ataque contra Sicilia, afirmando esta paz con la futura boda entre su hijo el duque de Calabria Fernando de Aragón y Germana de Foix, sobrina de Luis XII; el fracaso de las negociaciones con los franceses llevó a Federico a solicitar la ayuda militar de su pariente Fernando el Católico para hacer frente a los franceses.

### Actitud de Fernando II de Aragón ante los planes de Francia.

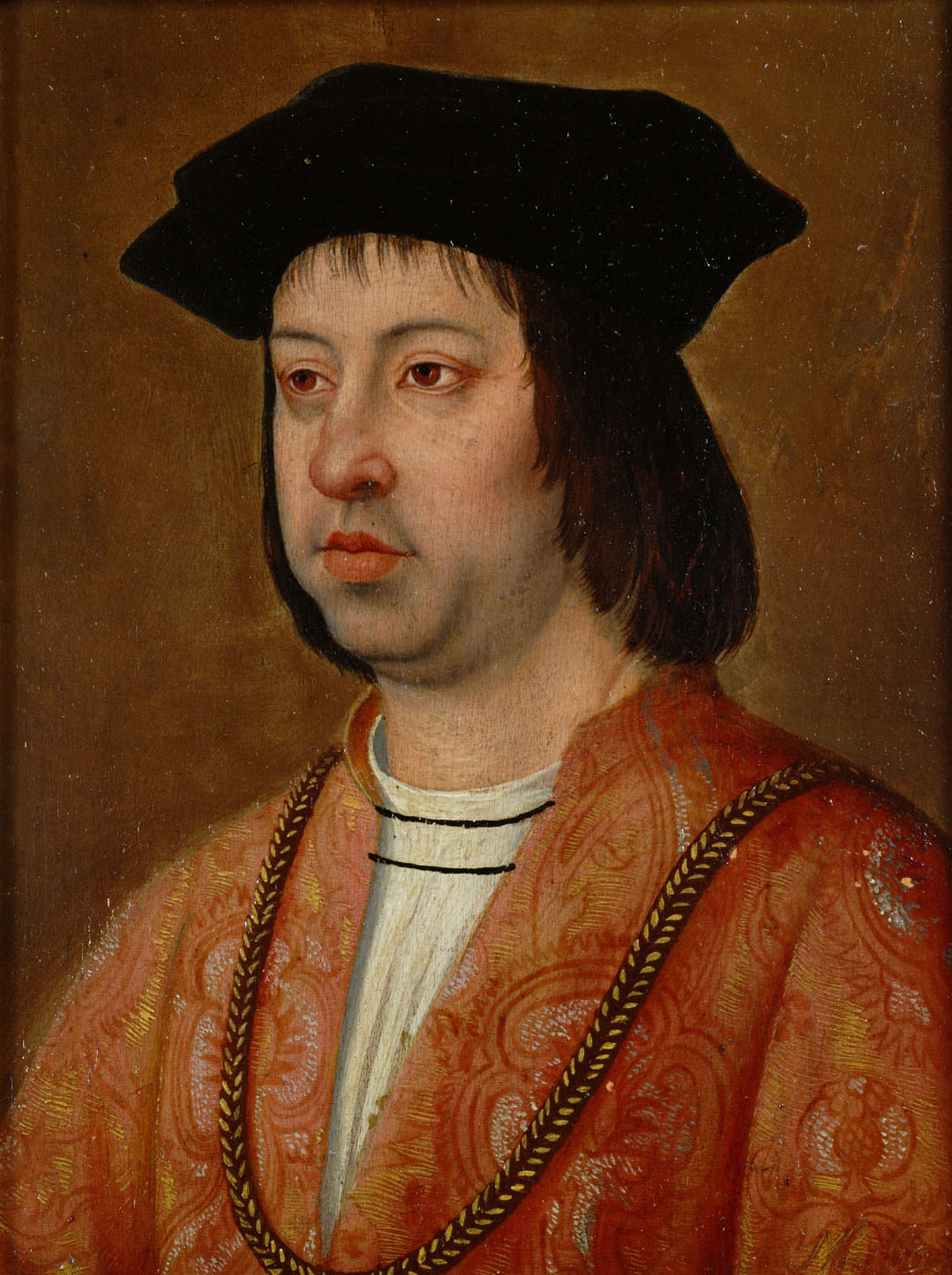
Fernando II de Aragón.

Las propuestas del napolitano al francés no fueron del agrado de Fernando II de Aragón; en la guerra de 1495-98 habían sido sus tropas las que defendieron Nápoles del ataque de Carlos VIII de Francia, y en 1435-42 habían sido también aragonesas las fuerzas de Alfonso V que expulsaron a Renato de Anjou, ganando así el reino para la casa de Aragón, de donde lo había heredado Federico, por lo que el presente intento de alianza de este con Francia fue considerado un desagradecimiento por Fernando de Aragón, que también valoraba que una guerra contra Francia sería costosa y de resultado incierto, que el enfrentamiento entre dos reinos cristianos redundaría en beneficio de los turcos, y que tomado el reino de Nápoles Francia estaría en condiciones de tomar también el reino de Sicilia; por otro lado, en razón de su ascendencia genealógica el propio Fernando tenía tantos derechos al trono de Nápoles como Luis o Federico. Sopesando la situación, decidió hacer alianza con Francia, más dispuesto a quedarse con una parte de Nápoles que a dejarlo perder todo a manos de los franceses.
Por su matrimonio con Isabel la Católica, Fernando contaba con el completo apoyo de la corona de Castilla, con la que Aragón mantenía en común la hacienda real, el ejército y la política exterior.

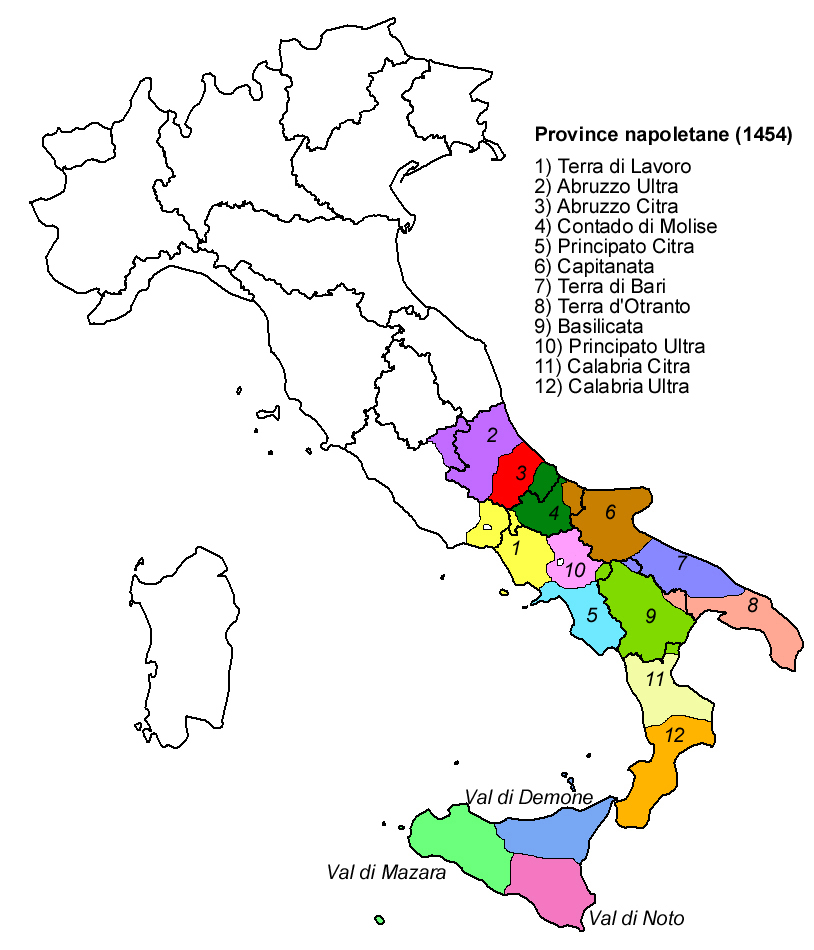
Provincias del antiguo reino de Nápoles, superpuestas a las actuales regiones de Italia.

### El tratado secreto de Granada: Francia y Aragón se reparten Nápoles.
| 1500 |

Antes de proceder a una conquista militar, Luis XII evitó el error cometido por Carlos VIII en 1495-96, cuando su ejército fue expulsado de Nápoles por los aragoneses, y buscó una alianza con éstos como la única potencia que pudiera hacerle frente en la zona.
En noviembre de 1500 Luis XII y Fernando II firmaron el tratado de Granada, en el cual acordaban el reparto del reino de Nápoles entre ambos: según los términos del acuerdo Francia atacaría desde el norte tomando las provincias de Tierra de Labor (que incluían Nápoles y Gaeta) y los Abruzzos, de las que Luis XII quedaría dueño con el título de rey de Nápoles y de Jerusalén; Fernando mantendría las provincias del sur, Apulia y Calabria, que pasarían a la corona de Aragón como ducados. Francia renunciaba a Cerdaña y el Rosellón. El acuerdo debería mantenerse en secreto hasta que las tropas francesas llegasen a Roma, momento en que sería presentado al papa para su aprobación.

## Francia y Aragón marchan sobre Nápoles
Ignorante de la alianza franco-aragonesa, el rey Federico I de Nápoles solicitó la ayuda de su primo Fernando II de Aragón para hacer frente al ataque de los franceses.

### Publicación del tratado
| 1501 |

En junio de 1501 el tratado de Granada, presentado con la falsa justificación de combatir a los turcos en nombre de la cristiandad, fue presentado a Alejandro VI, quien le dio su beneplácito, promulgando la deposición de Federico I de Nápoles con la excusa de su alianza con los turcos. Una vez hecha pública la alianza contra Federico, este decidió preparar la defensa con la única ayuda de los Colonna, pero la inferioridad militar de sus fuerzas no le permitió sostener su posición mucho tiempo.

### Los franceses de Aubigny ocupan el norte de Nápoles. Federico I derrocado
Las tropas francesas de d'Aubigny, 1000 soldados de caballería, 3500 franceses y lombardos de infantería y 3000 mercenarios suizos, apoyadas por las de César Borgia y por la flota genovesa de Felipe de Ravenstein, fueron tomando Marino, Cavi, Montefortino y pusieron asedio a Capua, defendida por Fabrizio Colonna, Hugo de Cardona y Rinuccio da Marciano; la ciudad fue tomada mediante traición al cabo de pocos días, sus generales apresados y sus habitantes masacrados; 7000 personas murieron en el asalto (Colonna y Cardona serían rescatados, Marciano murió). Gaeta y Aversa se rindieron, al igual que Nápoles, defendida por Próspero Colonna. En octubre de 1501 Federico, acosado en Castel Nuovo, entregó finalmente todas sus posesiones en el reino, retirándose a Ischia; posteriormente sería conducido a Francia, de donde se le prohibió salir, recibiendo en compensación por la pérdida del reino una pensión de 50 000 libras y el ducado de Anjou.

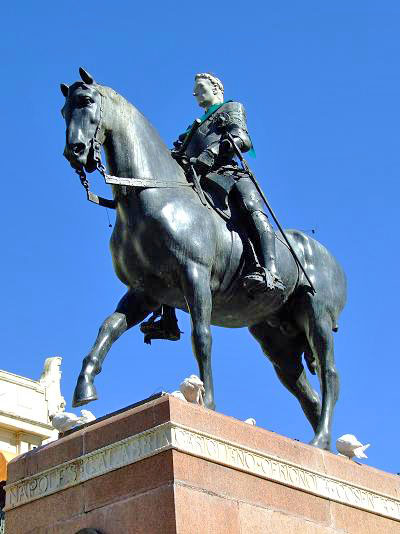
Gonzalo Fernández de Córdoba, el Gran Capitán.

### Los españoles del Gran Capitán ocupan el sur
Entretanto, Gonzalo Fernández de Córdoba con 300 soldados de caballería ligera, 300 de caballería pesada y 3800 de infantería pasó desde Sicilia a Tropea el 5 de julio y fue ocupando Calabria y Apulia, sin encontrar oposición más que en Manfredonia y Tarento. Fernando de Aragón, el joven hijo de Federico I, se encontraba en esta última ciudad, que fue asediada por los españoles.
| 1502 |

En marzo, Tarento presentó su rendición. Fernando fue enviado a España como rehén, contra el juramento de dejarle marchar hecho por Córdoba. Manfredonia sería tomada pocos días después. Fabrizio y Próspero Colonna, que habían sido liberados mediante el pago de un rescate, entraron al servicio de Gonzalo Fernández de Córdoba.

## Guerra entre España y Francia

### Desacuerdos sobre la interpretación del tratado de Granada
Pronto surgieron las desavenencias entre Francia y Aragón por la interpretación del reparto establecido en el tratado de Granada. El tratado mencionaba cuatro provincias en el reino de Nápoles, cuando ya desde el tiempo de Alfonso I estaba dividido en doce; Capitanata, Basilicata y Principado, situadas en la franja intermedia, fueron reclamadas como propias por ambos firmantes. A instancias de los reyes francés y aragonés, Luis de Armagnac, virrey de Nápoles en nombre de Luis XII y jefe del ejército francés, y Gonzalo Fernández de Córdoba en nombre de Fernando el Católico, intentaron ajustar el reparto por la vía pacífica en una conferencia mantenida entre Melfi y Atella; comisionados de ambas partes intentaron hacer valer sus derechos sobre la zona en litigio, pero en las conversaciones no se llegó a ningún acuerdo.

### Estalla la guerra entre franceses y españoles

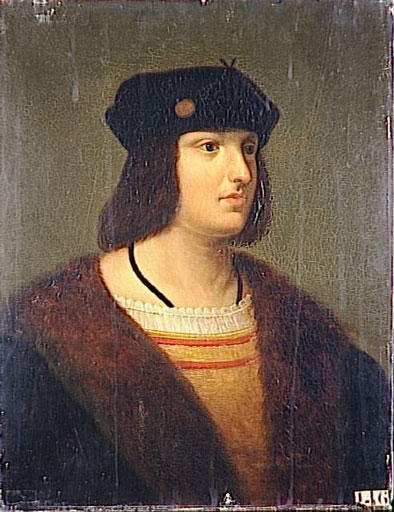
Luis de Armagnac.

Las primeras escaramuzas tuvieron lugar el 19 de junio de 1502, cuando las tropas francesas ocuparon Atripalda y las españolas tomaron Troia, cada una de ellas en el territorio contrario. Tres días después se intentó nuevamente un acuerdo pacífico que tampoco llegó a fructificar.
Reforzados con la llegada de 2000 mercenarios suizos, Armagnac y Aubigny asediaron Canosa en agosto de 1502; tras varios días bajo el fuego de la artillería, Pedro Navarro, encargado de su defensa, se retiró dejando la ciudad a los franceses, que prosiguiendo su avance tomaron Bitonto y se plantaron frente a Barletta, donde se encontraba Fernández de Córdoba con el grueso de las fuerzas españolas; este siguió la estrategia de fortificarse en las plazas bajo su control y esperar refuerzos, eludiendo el combate a campo abierto donde la superioridad numérica de los franceses jugaba en su contra.
| La guerra de Nápoles, vestigial de las guerras medievales, sería abundante en gestos caballerescos: el 20 de septiembre de 1502 ambos contendientes pactarían una breve tregua para llevar a cabo el desafío de Barleta, en el que 11 españoles se batieron en duelo con otros tantos franceses. |
| El 13 de febrero de 1503 se produjo otro desafío en Barletta entre 13 italianos y otros tantos franceses, que terminó con la victoria de los primeros. |

«Comenzó de allí adelante a encenderse la guerra entre españoles y franceses muy cruelmente».

En octubre Hugo de Cardona llegó con sus tropas desde Roma, donde había estado sirviendo a César Borgia, a Calabria; poco después de su llegada liberó el asedio al que estaban sometidos los españoles en Terranova. En noviembre se unieron a él Manuel de Benavides y Antonio de Leyva, recién llegados de España. A fin de combatirlos, el ejército francés se dividió en dos: Luis de Armagnac con la parte principal quedó frente a Barletta, mientras Aubigny marchaba hacia el sur con 700 hombres de caballería y 1500 piqueros suizos; este derrotó a las fuerzas españolas en la batalla de Seminara, quedando dueño de todo el sur, a excepción de unas pocas plazas en la costa (Regio, Tropea, Crotona, Gerace) a las que los españoles quedaron reducidos.
| 1503 |

El 13 de febrero las galeras de Juan de Lezcano derrotaban a la armada francesa de Pregent de Bidoux. Simultáneamente, los habitantes de Castellaneta, molestos por la conducta de la guarnición francesa en la ciudad, se alzaron en armas contra ellos con la ayuda de Pedro Navarro y Luis de Herrera. Dispuesto a recobrar la ciudad, Armagnac marchó con su ejército hacia allí, lo que fue aprovechado por Fernández de Córdoba para salir de Barletta y efectuar un rápido ataque sobre Ruvo, haciendo prisionero a su defensor Jacques de la Palice.

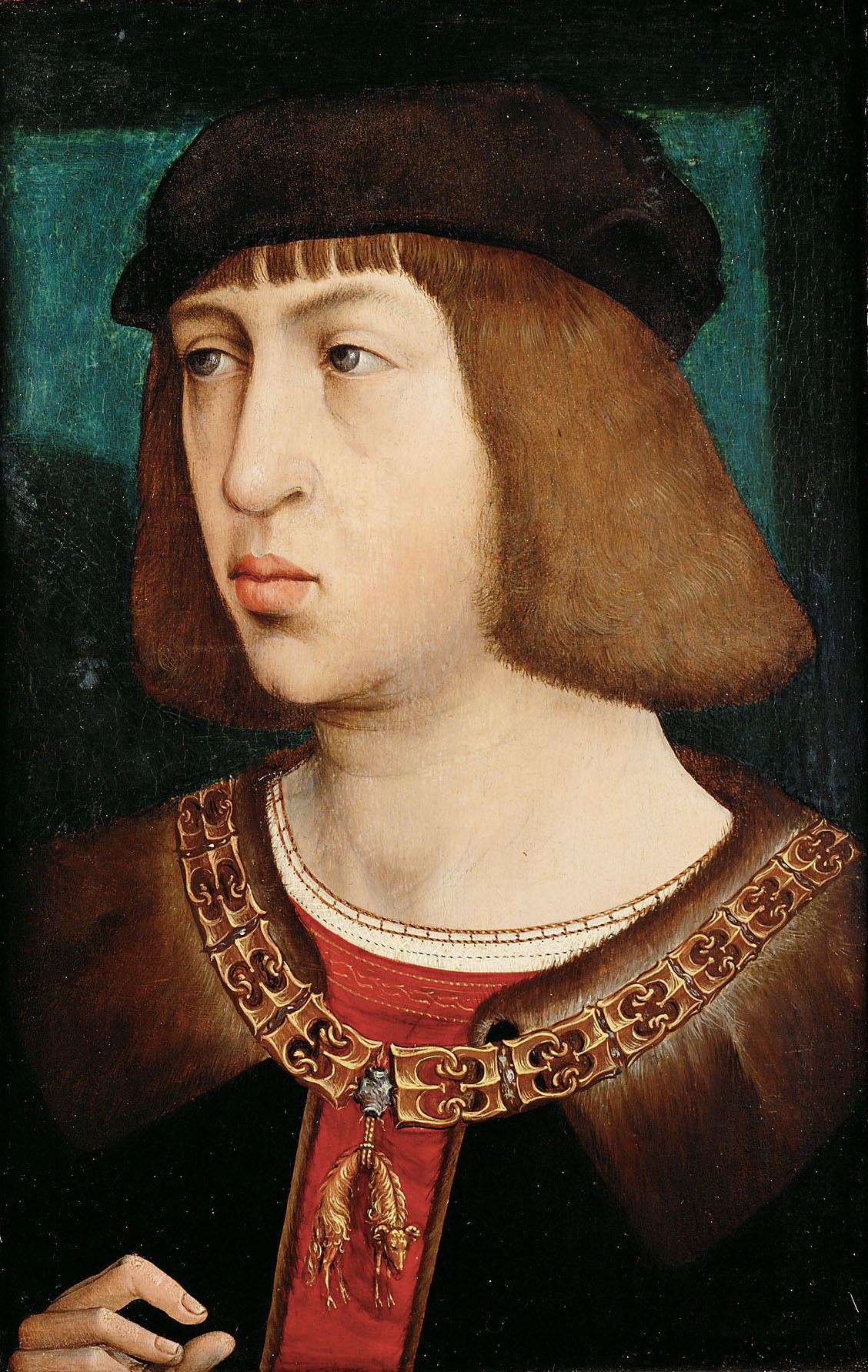
Felipe el Hermoso.

### Felipe el Hermoso intermedia para ajustar la paz. El rey católico rechaza los términos propuestos
Mientras en Italia seguía la guerra, en las cortes de Francia y España intentaba ajustarse la paz. En abril de 1503 el duque de Borgoña Felipe el Hermoso, príncipe consorte de Castilla y Aragón por su boda con la hija de los Reyes Católicos Juana, con poderes de negociación limitados otorgados por sus suegros, firmó con Luis XII el tratado de Lyon, en un intento por resolver el conflicto. Según los términos del acuerdo, la parte norte de Nápoles pasaría al matrimonio formado por la hija de los reyes de Francia, Claudia, con el hijo de Felipe y nieto de los Reyes Católicos, Carlos; como ambos contrayentes eran menores de edad, la administración del reino quedaría bajo el control de Francia. La zona sur del país quedaría bajo la administración de Felipe hasta la mayoría de edad de los contrayentes.
En aplicación de este acuerdo, el ejército francés se replegó hacia el norte, pero Fernández de Córdoba alegó que no había recibido órdenes de su rey para hacer lo mismo. Fernando el Católico se negó a ratificar el tratado de Lyon por considerar que iba claramente en perjuicio suyo, por lo que el acuerdo quedó sin efecto.

### Llegan refuerzos desde España y Austria, y cambia el rumbo de la guerra
| El 8 de marzo de 1503 llegó desde Cartagena a Regio la armada bajo el mando de Luis Portocarrero, 40 naos con 600 hombres de caballería y 2000 gallegos y asturianos de infantería. Portocarrero moriría de unas fiebres poco después de su llegada, siendo sustituido en el mando por Fernando de Andrade. El 21 de abril de 1503 Fernando de Andrade y Hugo de Cardona derrotaban al ejército de Aubigny en la batalla de Seminara. El propio Aubigny, cercado en Angitola, sería hecho prisionero un mes más tarde. |  | El 10 de abril llegaron a Manfredonia 2000 mercenarios alemanes, enviados en apoyo de España por Maximiliano I mediante la gestión de Octavio Colonna. Con estos refuerzos unidos a las tropas de Tarento, el Gran Capitán preparó la batalla frontal con los franceses que en los meses anteriores había estado eludiendo. El 28 de abril ambos contendientes se encontraron en la decisiva batalla de Ceriñola, en la que los españoles derrotaron contundentemente a los franceses. Al día siguiente García de Paredes tomo Canosa. |
| |  | |

### Los españoles marchan sobre la capital de Nápoles
Con la noticia de las victorias españolas, casi todo el reino se puso bajo la obediencia del Gran Capitán. Capua, Aversa y Nápoles se declararon españolas, siendo asediados los franceses en sus respectivos castillos. El Gran Capitán entró en Nápoles el 16 de mayo. Yves d'Alègre retrocedió, con lo que pudo reunir del ejército francés, hasta Gaeta, dejando defendidos los castillos de Capua y Nápoles con guarniciones francesas. El marqués del Vasto ganó el castillo de Salerno. Se atacaron los castillos de Nápoles, ganándose el Castel Nuovo. San Germano y Rocca Guillerma fueron abandonados por los franceses, y ocupados por los españoles
Navarro y Nuño de Ocampo tomaron el Castel dell'Ovo,
Entretanto Diego de Arellano se enfrentó a Luis de Asti en Apulia;
Fernández de Córdoba agrupó su ejército y marchó sobre Gaeta, debiendo retirarse por haber sido socorrida por el marqués de Saluzzo.

### Se desvía la guerra al Rosellón, y los franceses son rechazados
Decidido a recomponerse de las pérdidas sufridas en Italia, Luis XII inició la campaña del Rosellón atacando la frontera franco-española. Jean de Rieux con su ejército avanzó en septiembre desde Narbona sobre Salses, en el Rosellón. Sancho de Castilla, alcaide de Salses, el duque de Alba Fadrique Álvarez de Toledo, capitán general en la frontera, y en octubre el propio rey Fernando rechazaron el ataque de los franceses.
Simultáneamente, una flota francesa de 40 naves que había zarpado de la costa sur de Francia con el objetivo de atacar Cataluña y Valencia hubo de regresar a Marsella sin haber podido llevar a cabo su ataque por culpa del mal tiempo.
El 11 de noviembre Luis XII y Fernando el Católico pactaron una tregua para poner fin durante cinco meses sólo al conflicto en la frontera hispano-francesa.

## Las tropas francesas se retiran de Nápoles.

### Capitulación de Gaeta. Los franceses se retiran de Nápoles
| 1504 |

El 1 de enero se firmó la capitulación de Gaeta; a pesar de que la ciudad contaba con 5000 soldados y suficientes provisiones y artillería como para resistir con éxito un asedio, el desaliento producido en los franceses por el desarrollo de la guerra en el último año les llevó a presentar su rendición. Según los términos de la capitulación, la ciudad sería entregada a los españoles con sus vituallas y artillería, los soldados franceses se retirarían de Nápoles sin ser hostigados por las fuerzas españolas y los prisioneros de ambos bandos serían liberados (este punto no incluyó a los italianos que militaron en el bando francés, cuyos líderes serían apresados).
El día 3 la ciudad fue entregada a los españoles. Las fuerzas francesas, junto con los 1200 prisioneros franceses, abandonaron territorio napolitano, parte por mar desde el puerto de Gaeta, y parte por tierra vía Roma. En el camino de regreso a Francia, los soldados fueron presa de la malaria, el hambre, el frío y las agresiones de los napolitanos, resentidos con los soldados. Enojado por el fracaso, Luis XII prohibió la entrada en Francia a su ejército; Allegre y Sandricourt fueron desterrados y los comisarios franceses ejecutados.

### El tratado de Lyon sella las paces
Con la retirada francesa, Pisa, Florencia, Siena y Génova se pusieron bajo la protección de España; Venecia y Austria se alinearon del lado español; igualmente los Sforza de Milán requirieron la ayuda de Fernández de Córdoba para expulsar del ducado a los franceses. La opinión general en Europa era que España aprovecharía la crisis francesa para avanzar hacia el norte y llegar hasta las fronteras de los Alpes, pero Fernando el Católico descartó esta opción, habida cuenta de los gastos económicos y el cansancio producidos por tres años de guerra.
Luis XII, temeroso de un ataque español sobre el Milanesado, se avino a firmar el tratado de Lyon del 11 de febrero de 1504, que empezó a regir el 25 y fue ratificado por los reyes católicos el 31 de marzo de 1504. Según las condiciones del acuerdo, Francia y España mantendrían la paz durante tres años, se reanudarían las relaciones comerciales entre ambos, excepto en Nápoles, y los españoles tendrían libertad para acometer contra los reductos rebeldes que subsistían en Nápoles.

### Los españoles reducen las últimas plazas rebeldes
Retirado el grueso del ejército francés, los españoles fueron recuperando las plazas que defendidas por pequeñas guarniciones italianas todavía se rebelaban contra su control: García de Paredes marchó sobre Arpino, Casa Oliver, Esclaví y Santo Padre, en Sora; Fabrizio Colonna fue sobre Oliveto, Pedro Navarro marchó contra Roca del Aspro y Chelino, en poder del conde de Capaccio; Pedro de Paz fue sobre Conversano y Oyra; Gómez de Solis sobre Rossano; Diego de Arellano y Bartolomé de Alviano marcharon contra Venosa, ocupada por Luis de Arsi, quien salió cruzando Italia hasta Francia
.

## Nápoles queda en poder de España

### El virreinato español de Nápoles
Con la victoria española, el reino de Nápoles fue anexionado a la corona de Aragón con la condición de virreinato.
En los años posteriores se reformaron la administración e instituciones de gobierno del reino, adecuándolas a la usanza española; se intentó establecer la Inquisición en Nápoles, aunque la oposición de la población no permitió llevarlo a efecto; en 1510 se decretó la expulsión de los judíos, que no se haría efectiva hasta 1540.

### Continúan las guerras en Italia
La hostilidad francesa para con la presencia española en Italia no terminaría aquí. A lo largo de la primera mitad del siglo XVI ambos países seguirían enfrentados intermitentemente en el transcurso de las guerras italianas, aunque las tropas francesas no llegarían a penetrar en territorio napolitano.

## Cronología y participantes
| Principales líderes militares en la guerra | |
| Franceses | Españoles |
| Luis de Armagnac † Bérault Stuart d'Aubigny Yves d'Alègre Jacques de la Palice Pregent de Bidoux (galeras) Pierre Terraill de Bayard Luis d'Ars Ludovico II, marqués de Saluzzo Francisco II Gonzaga, marqués de Mantua Gaspard I de Coligny, señor de Châtillon Piero de Médici, señor de Florencia † Louis de Hédouville, señor de Sandricourt | Gonzalo Fernández de Córdoba Diego de Mendoza Diego de Vera Diego García de Paredes Pedro Navarro Luis de Herrera Gonzalo Pizarro Nuño de Ocampo Juan de Lezcano (galeras) Fernando de Andrade Hugo de Cardona Manuel de Benavides Antonio de Leyva Bernardo de Vilamarín (galeras) Francisco de Rojas (embajador en Roma) |
| Napolitanos en cada bando | |
| Príncipe de Bisignano Príncipe de Salerno Giovanni Battista Marzano, príncipe de Rossano Príncipe de Cosano Príncipe de Melfi Conde de Capacho Conde de Melito Marqués de Bitonto Duque de Atre Alfonso Caracciolo Luis de Ast | Fabrizio Colonna Prospero Colonna Iñigo Davalos, marqués del Vasto Duque de Termoli Conde de Potenza Conde de Muro Conde de Sanseverino Conde de Montesarcho Conde de Matera Bartolomeo d'Alviano |

1500
- 10 de noviembre - Firma del tratado de Granada

1501
- 1 de marzo - El tratado de Granada es conocido por el gran capitán
- 5 de julio - Fernández de Córdoba desembarca en Tropea
- 8 de julio - Los franceses penetran en Nápoles
- 18 de julio - Atacan Capua
- Septiembre - Federico I es derrocado
- 28 de octubre - Comienza el asedio de Tarento

1502
- 30 de enero - El duque de Calabria rinde Tarento
- 1 de marzo - Tarento ocupado por fuerzas españolas
- 3-4 de marzo - Manfredonia se rinde a los españoles
- 1 de abril - Armagnac y Fernández de Córdoba se entrevistan entre Melfi y Atella
- 19-20 de junio - Aubigny entra en Atripalda. Diego de Mendoza toma Troia.
- 22 de junio - Armagnac y Córdoba parlamentan en la iglesia de San Antonio.
- 15 de agosto - Los franceses asedian Canosa.
- 20 de septiembre - Desafío de Barletta (1502)
- 6 de octubre - Hugo de Cardona llega a Calabria
- 15 de noviembre - Manuel de Benavides y Antonio de Leyva llegan a Calabria. Son derrotados en Seminara

1503
- 13 de febrero - Desafío de Barletta (1503). Juan de Lezcano derrota a Pregent de Bidoux.
- 23 de febrero - Batalla de Ruvo
- 8 de marzo - Portocarrero llega a Regio desde Cartagena
- 5 de abril - Firma del tratado de Lyon
- 10 de abril - 2000 alemanes llegan a Manfredonia
- 21 de abril - Andrade derrota a Aubigny en Seminara
- 28 de abril - Batalla de Ceriñola
- 16 de mayo - Nápoles se declara por el gran capitán
- 21 de mayo - Aubigny es capturado en Angitola
- 30 de junio - Los franceses se retiran de Rocca Guillerma
- 11 de julio - Pedro Navarro toma el Castill del Ovo
- 16 de septiembre - Asedio de Salses
- 28-29 de diciembre - Batalla del Garellano

1504
- 22 de septiembre - Tratado de Blois (1504), Luis XII de Francia y Maximiliano I de Habsburgo acuerdan que la dote de la hija de Luis XII, Claudia, en matrimonio con el nieto de Maximiliano, el futuro emperador Carlos V, incluiría Milán y Borgoña. A cambio, Maximiliano acepta reconocer a Luis XII como duque de Milán. La unión nunca se produce.

1505
- 12 de octubre - Tratado de Blois (1505), Luis XII de Francia renuncia a sus derechos sobre Nápoles, dejando el reino bajo el control de Fernando de Aragón.

### Anecdotario
- (El Gran Capitán, en mitad de la batalla de Ceriñola, cuando un accidente hizo explotar toda la pólvora que los españoles tenían para alimentar la artillería): No os altereis por lo que habéis visto, que estas son las luminarias y mensajeros de nuestra victoria.[65]
- (A orillas del Garellano, octubre de 1503) El marqués de Mantua envió delante una trompeta á requerir á los españoles que en todas maneras y sin tardanza alguna se saliesen de Roca Seca y dejasen aquella villa libre y desembargada, donde no que ellos tuviesen por muy cierto y averiguado que con más daño suyo del que pensaban se les sacaría de su poder, ejecutando en ellos todo el rigor que se pudiese ejecutar. (...) Los españoles vieron venir al trompeta á muy grande priesa tocando la trompeta, que bien se hacía sentir por todos aquellos términos. Y como llegó adonde aquellos capitanes españoles estaban, explicóles su embajada, que, según dicho es, muy llena de amenazas venía. Los cuales, enojados de tanta soberbia como con ellos los franceses mostraban, tomaron el trompeta y sin ningún detenimiento le ahorcaron de un árbol, queriendo de aquel arte usar para que conociese el Marqués el poco temor de sus amenazas que los españoles tenían.[66]
- (Gaeta, enero de 1504). Al tiempo que la ciudad de Gaeta fue tomada (...), habiendo venido un caballero catalán, llamado Cerbellón, al combate algo más tarde de lo que fuera necesario (...), armado con muchos penachos y muy galán en una barca (...), llegó don Diego de Mendoza preguntando quién era aquél que venía tan bien armado, aunque tarde. Gonzalo Fernández le contestó: "Como sois corto de vista, no conoceis que es San Telmo", y es porque llaman los marineros la estrella de San Telmo aquella que se muestra encima de la entena después de una oscura y grande tormenta, prometiendo bonanza. Los que presentes estaban rieron tanto que en desembarcando el Cerbellón le saludaron por San Telmo, el cual sobrenombre le quedó entre los soldados para siempre.[67]
- (El rey Fernando, enojado con el reparto de tierras que el Gran Capitán hizo a sus seguidores). Poco importa que Gonzalo de Córdoba haya ganado para mí un reino, si lo reparte antes que llegue a mis manos.[68] «Yo no sé ni veo por qué me tenga de alegrar de haber ganado un reino tan grande, pues no puedo gastar más de lo que solía; que aquel que ha ganado el reino en mi nombre no me parece que lo ha ganado para mí, sino para sí y para quien se le antoja; pues las cosas con virtud singular adquiridas, se van a mal por una inconsiderada liberalidad.[69]
- Los generales de ambos bandos fijaron de común acuerdo los rescates a pagar por la liberación de los prisioneros: los soldados serían rescatados por la paga de un mes, los caballeros por la de tres meses, los alféreces por seis, los capitanes por una anualidad, y los otros nobles a criterio de los capitanes generales.[70]
- (Profecías) La coincidencia de que las derrotas francesas en Seminara, Ceriñola y el Garellano ocurriesen en viernes llevaron a algunos autores a pensar que este día de la semana era de mal augurio.[71]